# Situraja Utara
Situraja Utara is een bestuurslaag in het regentschap Sumedang van de provincie West-Java, Indonesië. Situraja Utara telt 4075 inwoners (volkstelling 2010).